# Acmone (Cercope)
Acmone (in greco antico Ἄκμων) e conosciuto anche come Euribato o Triballo o Aclemone od Atlanto), nella mitologia greca era uno dei due Cercopi. 

Figlio di Oceano e Tia, era insieme al fratello gemello Passalo uno dei più grandi imbroglioni, ladri e impostori della mitologia greca .

## Mitologia
Un giorno che Eracle si trovava in Lidia al servizio della regina Onfale e si stava riposando, i due gemelli gli sottrassero le armi e lui scoprì l'accaduto dopo il suo risveglio. Vinti i due briganti, li legò alle estremità di due aste mettendoli a testa in giù dietro la schiena. Durante la loro infanzia la madre gli profetizzò che un uomo di nome "Melampigo" (sedere nero) li avrebbe un giorno vinti ed Eracle, la cui pelle di leone scopriva i glutei, aveva il sedere abbronzato, così quando i due Cercopi se ne accorsero scoppiarono a ridere. 

Quando Eracle chiese il motivo di tanta ilarità la risposta lo divertì tanto che li lasciò liberi.
Secondo un'altra versione del mito, seppur avvertiti dalla madre di prestare attenzione al prode Eracle, da lei citato come "Sedere bruciacchiato", essi, trasformatisi in mosconi, gli davano fastidio ronzando ogni notte vicino al suo letto e rapinandolo.

Una notte però lui riuscì a farli prigionieri per poi darli ad Onfale come schiavi, oppure li uccise, oppure li liberò perché divertito dai loro scherzi .
In seguito, Zeus, infuriato perché avevano tentato di ingannarlo, li avrebbe trasformati in scimmie, deportandoli nell'isola di Pitecusa (in greco, "scimmia"), che da loro prenderebbe il nome.